# Sybille Bammer
Sybille Bammer (Linz, 27 april 1980) is een voormalig tennisspeelster uit Oostenrijk. Bammer begon met tennis toen zij elf jaar oud was. Haar favoriete ondergrond is hardcourt. Zij speelt linkshandig en heeft een tweehandige backhand. Zij was actief in het internationale tennis van 1996 tot en met 2011.

## Loopbaan

### Enkelspel
Bammer debuteerde in 1996 op het ITF-toernooi van Bandung (Indonesië). Zij stond in 1998 voor het eerst in een finale, op het ITF-toernooi van Caracas (Venezuela) – zij verloor van de Israëlische Natalie Cahana. In 2002 veroverde Bammer haar eerste titel, op het ITF-toernooi van Grenoble (Frankrijk), door Française Virginie Pichet te verslaan. In totaal won zij negen ITF-titels, de laatste in 2005 in The Bronx (VS).
In 2000 speelde Bammer voor het eerst op een WTA-hoofdtoernooi, op het toernooi van Klagenfurt. In 2005 debuteerde zij op de grandslamtoernooien, op het US Open. Zij bereikte haar eerste WTA-finale in Pattaya in februari 2007 en won daarin van de Argentijnse Gisela Dulko. In totaal won zij twee WTA-titels, de andere in 2009 in Praag.
In 2008 nam Bammer deel aan de Olympische spelen in Peking – zij bereikte er de kwartfinale. Haar beste resultaat op de grandslamtoernooien is het bereiken van de kwartfinale, op het US Open van 2008. Haar hoogste notering op de WTA-ranglijst is de 19e plaats, die zij bereikte in december 2007.

### Dubbelspel
Bammer was weinig actief in het dubbelspel. Zij debuteerde in 1996 op het ITF-toernooi van Bandung (Indonesië), samen met de Japanse Miyako Ataka. Zij stond in 2002 voor het eerst in een finale, op het ITF-toernooi van Warschau (Polen), geflankeerd door landgenote Isabella Mitterlehner – zij verloren van het duo Iveta Gerlová en Christiane Hoppmann. In 2003 veroverde Bammer haar eerste, en enige, titel, op het ITF-toernooi van Oporto (Portugal), samen met de Italiaanse Laura Dell'Angelo, door het duo Iveta Gerlová en Marie-Ève Pelletier te verslaan.
In 1999 speelde Bammer voor het eerst op een WTA-hoofdtoernooi, op het toernooi van Straatsburg, samen met de Duitse Adriana Barna. In 2006 had zij haar grandslamdebuut op het Australian Open, aan de zijde van de Zweedse Sofia Arvidsson. Haar beste resultaat op de WTA-toernooien is het bereiken van de tweede ronde, op het WTA-toernooi van Québec 2006, met de Hongaarse Melinda Czink aan haar zijde.
Haar beste resultaat op de grandslamtoernooien is het bereiken van de tweede ronde, op Roland Garros 2006, samen met de Duitse Julia Schruff.

### Tennis in teamverband
In de periode 2003–2011 maakte Bammer deel uit van het Oostenrijkse Fed Cup-team – zij vergaarde daar een winst/verlies-balans van 9–9.

## Persoonlijk
Op 28 juli 2001 schonk Bammer het leven aan een dochter, Tina.

## Posities op deWTA-ranglijst
Positie per einde seizoen:
| jaar | rang enkelspel | rang dubbelspel |
| ---- | -------------- | --------------- |
| 1995 | 843            | –               |
| 1996 | 826            | 806             |
| 1997 | 548            | 762             |
| 1998 | 245            | 609             |
| 1999 | 238            | 451             |
| 2000 | 294            | 450             |
| 2001 | 1090           | –               |
| 2002 | 176            | 350             |
| 2003 | 170            | 344             |
| 2004 | 151            | 704             |
| 2005 | 79             | 958             |
| 2006 | 53             | 240             |
| 2007 | 21             | 480             |
| 2008 | 26             | 895             |
| 2009 | 55             | 884             |
| 2010 | 70             | –               |

## Palmares
| Legenda                | Legenda                  |
| ---------------------- | ------------------------ |
| Grandslamtoernooi      |                          |
| Olympische Spelen      |                          |
| Year-End Championships |                          |
| tot 2009               | 2009 – 2020 / vanaf 2021 |
| Tier I                 | Premier Mandatory        |
| Tier II                | Premier Five / WTA 1000  |
| Tier III               | Premier / WTA 500        |
| Tier IV & V            | International / WTA 250  |
|                        | Challenger / WTA 125     |

### WTA-finaleplaatsen enkelspel
| nr.              | finale     | toernooi    | ondergrond | tegenstandster      | score         |         |
| ---------------- | ---------- | ----------- | ---------- | ------------------- | ------------- | ------- |
| gewonnen finales |            |             |            |                     |               |         |
| 1.               | 2007-02-11 | WTA Pattaya | hardcourt  | Gisela Dulko        | 7-5, 3-6, 7-5 | details |
| 2.               | 2009-07-19 | WTA Praag   | gravel     | Francesca Schiavone | 7-6, 6-2      | details |
| verloren finales |            |             |            |                     |               |         |
| geen             |            |             |            |                     |               |         |

### Gewonnen ITF-toernooien enkelspel
| nr. | finale     | toernooi          | dotatie  | ondergrond | tegenstandster in finale | score         |
| --- | ---------- | ----------------- | -------- | ---------- | ------------------------ | ------------- |
| 1.  | 2002-01-27 | Grenoble          | $ 10.000 | hardcourt  | Virginie Pichet          | 6-4, 6-4      |
| 2.  | 2002-06-02 | Mostar            | $ 25.000 | gravel     | Zuzana Kučová            | 2-6, 6-4, 7-5 |
| 3.  | 2002-08-18 | Innsbruck         | $ 25.000 | gravel     | Barbora Strýcová         | 7-6, 6-1      |
| 4.  | 2003-10-12 | Jersey            | $ 25.000 | hardcourt  | Sofia Arvidsson          | 7-6, 6-2      |
| 5.  | 2003-10-19 | Cardiff           | $ 25.000 | hardcourt  | Irina Bulykina           | 6-0, 6-2      |
| 6.  | 2003-11-02 | Nottingham        | $ 25.000 | hardcourt  | Kirsten Flipkens         | 6-4, 3-6, 6-2 |
| 7.  | 2003-12-21 | Valašské Meziříčí | $ 25.000 | hardcourt  | Lucie Šafářová           | 6-4, 6-1      |
| 8.  | 2005-06-26 | Fontanafredda     | $ 25.000 | gravel     | Alice Canepa             | 7-6, 6-2      |
| 9.  | 2005-08-21 | The Bronx         | $ 50.000 | hardcourt  | Camille Pin              | 3-6, 6-4, 6-4 |

### Gewonnen ITF-toernooien dubbelspel
| nr. | finale     | toernooi | dotatie  | ondergrond | partner           | tegenstandsters in finale         | score    |
| --- | ---------- | -------- | -------- | ---------- | ----------------- | --------------------------------- | -------- |
| 1.  | 2003-10-05 | Oporto   | $ 25.000 | gravel     | Laura Dell'Angelo | Iveta Gerlová Marie-Ève Pelletier | 6-3, 7-5 |

## Resultaten grandslamtoernooien
| Legenda | Legenda                          |
| ------- | -------------------------------- |
| g.t.    | geen toernooi gehouden           |
| l.c.    | lagere categorie                 |
| –       | niet deelgenomen                 |
| G       | uitgeschakeld in de groepsfase   |
| 1R      | uitgeschakeld in de eerste ronde |
| 2R      | uitgeschakeld in de tweede ronde |
| 3R      | uitgeschakeld in de derde ronde  |
| 4R      | uitgeschakeld in de vierde ronde |
| KF      | uitgeschakeld in de kwartfinale  |
| HF      | uitgeschakeld in de halve finale |
| F       | de finale verloren               |
| W       | het toernooi gewonnen            |
| w-v     | winst/verlies-balans             |

### Enkelspel
| toernooi        | 2005 | 2006 | 2007 | 2008 | 2009 | 2010 | 2011 |
| --------------- | ---- | ---- | ---- | ---- | ---- | ---- | ---- |
| Australian Open | –    | 3R   | 1R   | 2R   | 1R   | 2R   | 1R   |
| Roland Garros   | –    | 1R   | 4R   | 1R   | 2R   | 2R   | 1R   |
| Wimbledon       | –    | 3R   | 2R   | 2R   | 1R   | 1R   | 1R   |
| US Open         | 1R   | 2R   | 4R   | KF   | 1R   | 2R   | –    |

### Vrouwendubbelspel
| toernooi        | 2006 | 2007 | 2008 | 2009 | 2010 | 2011 |
| --------------- | ---- | ---- | ---- | ---- | ---- | ---- |
| Australian Open | 1R   | 1R   | 1R   | –    | –    | 1R   |
| Roland Garros   | 2R   | 1R   | 1R   | 1R   | 1R   | –    |
| Wimbledon       | 1R   | 1R   | 1R   | 1R   | –    | –    |
| US Open         | 1R   | 1R   | 1R   | 1R   | –    | –    |

### Gemengd dubbelspel
| toernooi        | 2007 | 2008 | 2009 |
| --------------- | ---- | ---- | ---- |
| Australian Open | –    | 1R   | –    |
| Roland Garros   | 2R   | –    | KF   |
| Wimbledon       | 2R   | –    | 2R   |
| US Open         | 1R   | –    | 1R   |

## Trivia
- Het Österreichischer Tennisverband (Oostenrijkse tennisbond) ontving in 2007 een subsidie van € 33.355,20 en € 19.000,00 vanuit de federale overheid van Oostenrijk, ten behoeve van het topsportprogramma van Sybille Bammer, in het kader van de subsidieregeling „Olympia- und Hope-Projekte”.[4]